# ولچوو
ولچوو (به لاتین: Velečevo) یک منطقهٔ مسکونی در بوسنی و هرزگوین است که در کلیوچ، کانتون اونا-سانا واقع شده‌است.